# Sirkali
Sirkali es una ciudad y municipio situada en el distrito de Mayiladuthurai en el estado de Tamil Nadu (India). Su población es de 34927 habitantes (2011). Se encuentra a 95 km de Thanjavur.

## Demografía
Según el censo de 2011 la población de Sirkali era de 34927 habitantes, de los cuales 17225 eran hombres y 17702 eran mujeres. Sirkali tiene una tasa media de alfabetización del 90,19%, superior a la media estatal del 80,09%: la alfabetización masculina es del 94,39%, y la alfabetización femenina del 86,15%.